# Ulf Larsson (ämbetsman)

För andra personer med samma namn, se Ulf Larsson (olika betydelser).  
Ulf Oscar Larsson, född 23 juni 1935, död 1 januari 2017, var en svensk statssekreterare och generaldirektör.
Larsson var statssekreterare på försvarsdepartementet 1974–1976 och hos Olof Palme på statsrådsberedningen 1982–1985. Han utsågs 1987 till generaldirektör i kriminalvårdsstyrelsen men tvingades avgå redan samma år på grund av spionen Stig Berglings rymning. Han var därefter generaltulldirektör och chef för tullverket 1988–1997. 
Larsson var arkitekten bakom skapandet av det nya näringsdepartementet 1998. Han fick detta år i uppdrag av statsminister Göran Persson att dra upp riktlinjerna till ett gemensamt departement för frågor rörande näringsliv, arbetsmarknad, jämställdhet samt region- och infrastrukturpolitik. Efter riksdagsvalet 1998 slogs kommunikationsdepartementet, arbetsmarknadsdepartementet, närings- och handelsdepartementet samt delar av inrikesdepartementet samman till ett nytt ”superdepartement” under ledning av statsrådet Björn Rosengren. Larsson är begravd på Norra begravningsplatsen utanför Stockholm.